# Enicospilus stimulator
Enicospilus stimulator är en stekelart som först beskrevs av Smith 1865.  Enicospilus stimulator ingår i släktet Enicospilus och familjen brokparasitsteklar. Inga underarter finns listade i Catalogue of Life.